# Zawada Książęca
Zawada Książęca is een dorp in de Poolse woiwodschap Silezië. De plaats maakt deel uit van de gemeente Nędza en telt 825 inwoners.